# هله، هاینان
هله، هاینان (به لاتین: Hele) یک شهرک در جمهوری خلق چین است که در Wanning واقع شده‌است.